# Labracinus
Labracinus – rodzaj ryb z rodziny diademkowatych (Pseudochromidae).

## Klasyfikacja
Gatunki zaliczane do tego rodzaju:
- Labracinus atrofasciatus
- Labracinus cyclophthalmus
- Labracinus lineatus